# Afrocanthium
Afrocanthium, biljni rod drveća i grmova iz porodice broćevki, smješten u tribus Vanguerieae. Postoji 17 priznatih vrsta raširenih od Sudana na jug do Južnoafričke Republike.
Rod je opisan 2004. godine, nakon što su isključene neke vrste iz roda Canthium.

## Vrste
1. Afrocanthium burttii (Bullock) Lantz
2. Afrocanthium gilfillanii (N.E.Br.) Lantz
3. Afrocanthium keniense (Bullock) Lantz
4. Afrocanthium kilifiense (Bridson) Lantz
5. Afrocanthium lactescens (Hiern) Lantz
6. Afrocanthium mundianum (Cham. & Schltdl.) Lantz
7. Afrocanthium ngonii (Bridson) Lantz
8. Afrocanthium parasiebenlistii (Bridson) Lantz
9. Afrocanthium peteri (Bridson) Lantz
10. Afrocanthium pseudorandii (Bridson) Lantz
11. Afrocanthium pseudoverticillatum (S.Moore) Lantz
12. Afrocanthium racemulosum (S.Moore) Lantz
13. Afrocanthium rondoense (Bridson) Lantz
14. Afrocanthium salubenii (Bridson) Lantz
15. Afrocanthium shabanii (Bridson) Lantz
16. Afrocanthium siebenlistii (K.Krause) Lantz
17. Afrocanthium vollesenii (Bridson) Lantz

## Sinonimi
- Bazionim: Canthium subg. Afrocanthium Bridson